# Joanna Jabłczyńska
Joanna Natalia Jabłczyńska (ur. 9 grudnia 1985 w Warszawie) – polska aktorka telewizyjna, filmowa i dubbingowa; piosenkarka, prawniczka, radca prawny, ambasadorka wielu akcji charytatywnych (szczególnie adresowanych do dzieci), początkowo prezenterka programów młodzieżowych.

## Życiorys

### Rodzina i edukacja
Urodziła się na Mazowszu, 9 grudnia 1985(dts) jako córka Bronisława i Bożeny . Ma starszą o sześć lat siostrę Magdalenę, która jest policjantką oraz prowadzi hodowlę psów rasowych. Ponadto ma przyrodniego brata ze strony ojca . W 2004 ukończyła szkołę średnią w klasie o profilu biologiczno-chemicznym XXXIV Liceum Ogólnokształcącego im. Cervantesa w Warszawie. Posługuje się językiem angielskim i hiszpańskim.
W 2009 ukończyła studia prawnicze na Wydziale Prawa i Administracji Uniwersytetu Warszawskiego, po czym w 2014 uzyskała aplikację radcowską przy Okręgowej Izbie Radców Prawnych w Warszawie oraz dodatkowo ukończyła studia podyplomowe dla doradców inwestycyjnych i analityków papierów wartościowych w Akademii Leona Koźmińskiego. We wrześniu 2016 podjęła kolejne studia podyplomowe, tym razem z dziedziny prawa amerykańskiego.

### Kariera prawnicza
Po ukończeniu aplikacji radcowskiej otworzyła kancelarię prawną Clever One w Warszawie. Od października 2015 wykładała na studiach podyplomowych w dziedzinie prawa medialnego i autorskiego na Uczelni Łazarskiego w Warszawie. Pod koniec 2015 wiele portali internetowych informowało o jej rzekomych problemach zawodowych jako prawniczki, które miały wynikać z niedostatecznie profesjonalnego podejścia do wykonywanego zawodu, i związanym z tym odejściem z kancelarii Clever One oraz postępowaniem dyscyplinarnym. W okresie 2016–2019 była współwłaścicielką i radcą prawnym w warszawskiej kancelarii Mecenat Warszawski, a po jej opuszczeniu w 2019 założyła własną kancelarię prawną w Warszawie.

### Kariera artystyczna
Karierę artystyczną rozpoczęła w 1993 po wygraniu eliminacji do Telewizyjnego Zespołu Dziecięcego „Fasolki”. Po kilku tygodniach wystąpiła na scenie, a następnie w programie telewizyjnym Tik-Tak. Z czasem została solistką „Fasolek” i występowała z zespołem w kraju i za granicą. Po odejściu z „Fasolek” występowała w grupie teatralnej „Kabaret 44”, a następnie została prowadzącą program dla dzieci Teleranek. Następnie prowadziła także programy kierowane dla młodzieży: Przymierzalnia (ZigZap) oraz Boutique ITV (ITV). Zagrała także w teledyskach do piosenek Jarka Wista „Fresh” i „Zawsze wracaj”. W 1997 oraz 1998 zagrała epizodyczne role w dwóch sztukach wystawionych w Teatrze Telewizji, a w 1999 zadebiutowała jako aktorka serialowa, występując w: Klanie i Trzech szalonych zerach. W 2002 uczyła się w szkole musicalowej działającej przy Teatrze Muzycznym „Roma” w Warszawie. Współpracowała ze studiem piosenki Dorożkarnia i śpiewała w zespole ViniBand.

Jabłczyńska w sesji zdjęciowej dla Violi Piekut

Od 2003 występuje w roli Marty Konarskiej w serialu TVN Na Wspólnej, który zapewnił jej ogólnopolską popularność. Rozgłos przyniosła jej także rola Tosi, córki głównej bohaterki w komedii romantycznej Nigdy w życiu! (2004) z Danutą Stenką. Na fali popularności uczestniczyła w telewizyjnych programach rozrywkowych: Taniec z gwiazdami (2006), Taniec z gwiazdami – Najpiękniejsze tańce (2007), Jak oni śpiewają (2008 i 2009), Agent – Gwiazdy (2016) i Twoja twarz brzmi znajomo (2017) oraz była jedną z bohaterek programu Mamy cię! (2015) i zawodniczką w teleturnieju Big Music Quiz (2018).
W 2008 nagrała dwa utwory umieszczone na albumie z wierszami dla dzieci pt. Bajki i Baśnie cz. 1, a część dochodu ze sprzedaży płyty została przeznaczona dla Fundacji Ewy Błaszczyk „Akogo?”. W październiku 2010 wydała swój debiutancki singiel „Papparapa”, którym promowała album o tym samym tytule, wydany 22 listopada 2010 nakładem wytwórni QM Music. Nagrała także jeden album autorski oraz piosenki i wiersze dla dzieci wydane na płytach CD (niektóre płyty zostały dołączone do wydawnictw książkowych, przeznaczonych również dla dzieci). W 2011 użyczyła głosu w albumie adresowanym do dzieci pt. Kołysanki Zasypianki. Nagrała także kilka audiobooków.
W grudniu 2014 wystąpiła w roli Dobrej Wróżki w spektaklu dla dzieci Gdzie jest broda świętego Mikołaja? wystawionym w Konstancińskim Domu Kultury. Ponadto we wrześniu 2020 wystąpiła w polskiej prapremierze sztuki Stefana Vögela Najsłodszy owoc grając postać Klaudii, wystawionej w Teatrze Skene w Warszawie.
Zaangażowała się w pracy w dubbingu, zarówno filmowym, jak i w grach komputerowych. W 2015 otrzymała na V Festiwalu Filmów Animowanych „Animocje” w Bydgoszczy nagrodę za wybitne osiągnięcia w dubbingu filmowym.

### Działalność wydawnicza
W 2007 wydała wraz ze współautorem Marcinem Przewoźniakiem książkę pt. Współczesny savoir-vivre dla nastolatków, która była adresowana do młodzieży. Następnie napisała i wydała jeszcze dwie książki dla młodzieży: Nastolatki dbają o urodę (2008) i Niezbędnik dobrych manier dla nastolatków (2016).
Została jedną z bohaterek książki Marzanny Graff, wydanej w 2010 przez Wydawnictwo Diecezjalne i Drukarnie w Sandomierzu pt. Optymistki. W 2016 ukazała się na rynku jej autorska książka pt. Nigdy dość, będąca wywiadem przeprowadzonym z nią przez Kubę Frołowa.

### Reklama i działalność charytatywna

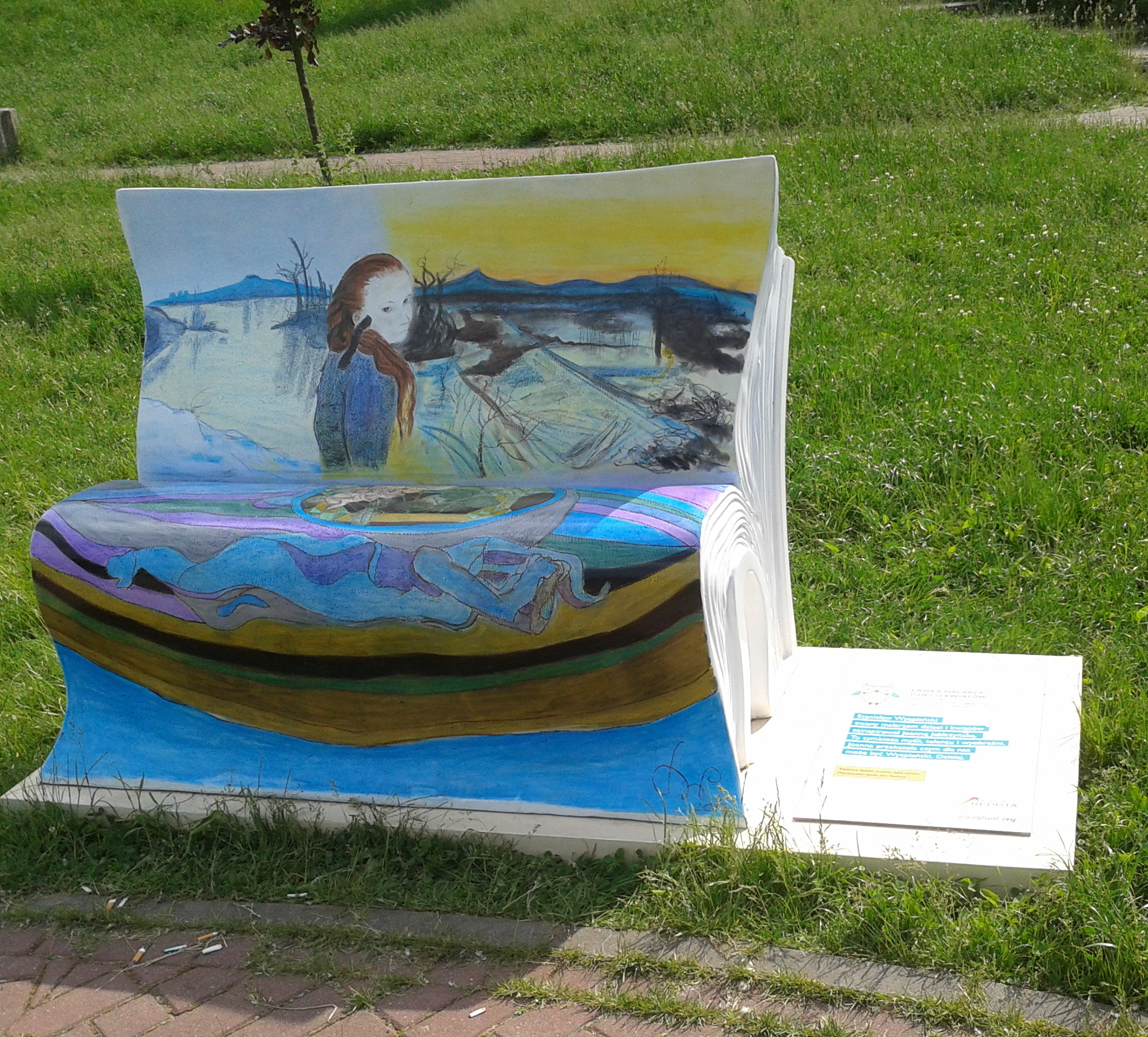
Jedna z ławek literackich Szlaku Literackiego Fundacji Zaczytani.org. o nazwie „Ławka malarza dzieci i kwiatów” autorstwa Joanny Jabłczyńskiej

Wielokrotnie uczestniczyła w promocjach reklamowych, organizowanych przez różnych zleceniodawców. Wystąpiła m.in. w reklamach: czekolady Wedel, komputera firmy Vobis, marki bankowej Citi Handlowy (2011), magazynu „Happy!” (2012) czy kosmetyków Venus firmy „PharmaCF” (2015) . Ponadto bierze udział w sesjach fotograficznych, reklamując kreacje niektórych polskich projektantów mody.
Wizerunek Joanny Jabłczyńskiej znalazł się na wielu tytułowych okładkach następujących czasopism, m.in. : tygodników lub miesięczników kobiecych: „Na Żywo”, „Gala”, „Viva!”, „Cosmopolitan” czy „Glamour”; miesięczników o zdrowiu i urodzie: „Samo zdrowie” czy „Uroda”; tygodników lub dwutygodników telewizyjnych: „Tele Świat”, „Tele Tydzień”, „Kurier TV”, „Kropka TV” czy „Świat Seriali”. W wielu z nich ukazały się również artykuły jej poświęcone. Odrzuciła jednocześnie propozycję zaprezentowania się w roznegliżowanej sesji zdjęciowej do miesięcznika dla panów „Playboy”.
W maju 2017 wzięła udział w happeningu zorganizowanym przy Pałacu Kultury i Nauki w Warszawie przez Fundację Zaczytani.org, gdzie była autorką tzw. Ławki malarza, dzieci i kwiatów.
Wspiera finansowo hospicjum im. Ks. Eugeniusza Dutkiewicza SAC w Gdańsku oraz angażuje się na rzecz dzieci, wspierając je i pomagając w licznych akcjach. W 2011 jako ambasadorka marki Kelly Melu wystąpiła w charytatywnej sesji zdjęciowej dla Fundacji Spełnionych Marzeń, z której część dochodów została przeznaczona na pomoc dzieciom z chorobami nowotworowymi. W 2014 była ambasadorką drugiej edycji akcji społecznej „Pomoc mierzona kilometrami” zorganizowanej przez T-Mobile, która przekazała 1 mln zł na Fundację TVN Nie jesteś sam, z przeznaczeniem dla niepełnosprawnych ruchowo dzieci. Uczestniczy m.in. w akcjach Fundacji Siepomaga czy Fundacji Przemek Dzieciom, a w 2022 brała udział w charytatywnym programie „Kolacja Marzeń IX” organizowanym przez Fundację Mam Marzenie, która pomaga chorym dzieciom. Ponadto jest ambasadorką akcji społecznej pod nazwą Szlachetna Paczka.

### Sport
Brała udział w zawodach biegowych czy triathlonowych, a początkowo również w kolarstwie górskim (MTB). 1 listopada 2015 wzięła udział w biegu maratońskim, biegnąc w prestiżowym Maratonie w Nowym Jorku. Wcześniej brała udział w półmaratonach (m.in. w Półmaratonie Warszawskim 2014 i 2015). W triathlonie startowała m.in. w zawodach: Volvo triathlon series w Chodzieży (2013), triathlonie w Sierakowie czy Suszu (2014). 19 czerwca 2016 zdecydowała się na start w tzw. Diablaku, triathlonie uważanym za najtrudniejszy w Polsce, kończąc go na 32. miejscu.

## Dyskografia
| Albumy             |                                                      |              |                              |
| Rok                | Tytuł                                                | Data wydania | Wytwórnia płytowa / Wydawca  |
| 2010               | Papparapa                                            | 22.11.2010   | QM Music                     |
| Albumy – składanki |                                                      |              |                              |
| 2005               | Przeboje Pana Tik Taka                               | 14.05.2005   | Pomaton                      |
| 2006               | Przeboje Pana Tik Taka volume 2                      | 1.01.2006    | Pomaton                      |
| 2008               | Bajki i Baśnie cz. 1                                 | 16.05.2008   | EMI Music Poland             |
| 2008               | Sprzedawca baśni. Kołysanki                          | 21.11.2008   | Expressmap Polska Sp. z o.o. |
| 2010               | Bajnutek piosenki dla dzieci                         | 27.05.2010   | Soliton                      |
| 2011               | Kołysanki Zasypianki                                 | 9.05.2011    | Soliton                      |
| 2011               | Radio Bajka blisko ucha malucha – Dziecięce przeboje | 7.10.2011    | Universal Music Polska       |
| 2012               | Piosenki naszego dzieciństwa + CD                    | 10.10.2012   | Martel                       |
| 2012               | Mądrość z Natury + CD                                | 23.10.2012   | Mind & Dream Michał Zawadka  |
| 2013               | Kołysanki naszego dzieciństwa + CD                   | 3.10.2013    | Martel                       |
| 2014               | Karaoke dla dzieci + CD + DVD                        | 3.03.2014    | Martel                       |
| 2015               | Piosenki dla księżniczek                             | 16.07.2015   | Universal Music Polska       |
| 2017               | Największe przeboje TVP ABC 2                        | 2.10.2017    | Agencja Artystyczna MTJ      |
| 2018               | Przeboje na piątkę                                   | 30.11.2018   | Agencja Artystyczna MTJ      |
| Audiobooki         |                                                      |              |                              |
| 2011               | Sophie Kinsella: Miłość w stylu retro                | 29.06.2011   | Świat Książki                |
| 2017               | Trudi Canavan: Gildia Magów                          | 22.03.2017   | Galeria Książki              |
| 2017               | Trudi Canavan: Nowicjuszka                           | 22.03.2017   | Galeria Książki              |
| 2017               | Trudi Canavan: Wielki Mistrz                         | 22.03.2017   | Galeria Książki              |
| 2021               | Akademia Superbohaterów                              | 3.12.2021    | Fundacja Nauka. To lubię     |

## Filmografia

### Aktorstwo

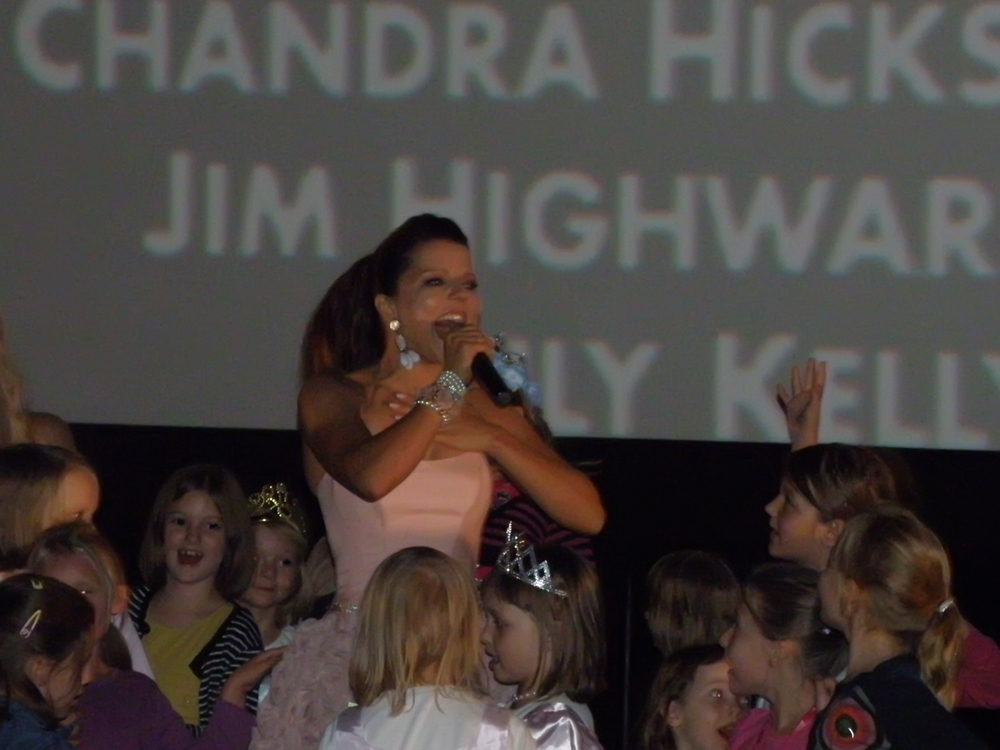
Występ Joanny Jabłczyńskiej (2012)

| Filmy fabularne |                           |                                            |
| Rok             | Tytuł                     | Rola                                       |
| 2000            | Wyrok na Franciszka Kłosa | Józia                                      |
| 2003            | Powiedz to, Gabi          | Gośka                                      |
| 2004            | Nigdy w życiu!            | Tosia                                      |
| 2006            | Tylko mnie kochaj         | kelnerka                                   |
| 2006            | Kto nigdy nie żył…        | Marysia Sypniewska                         |
| 2006            | Nadzieja                  | dziewczyna w budce telefonicznej           |
| 2007            | Dlaczego nie!             | Monika                                     |
| Seriale         |                           |                                            |
| 1999–2002       | Klan                      | Sylwia Marczyńska, córka Alicji i Andrzeja |
| 1999            | Trzy szalone zera         | Ola Obrębska                               |
| 2000            | Duża przerwa              | uczennica (odc. 10, 14 i 16)               |
| 2000            | Słoneczna włócznia        | Dora Parnel (odc. 9 i 13)                  |
| od 2003         | Na Wspólnej               | Marta Konarska (Hoffer)                    |
| 2007            | Niania                    | menedżer Nicole (odc. 89)                  |
| 2008            | Kryminalni                | barmanka Ula Fiszer (odc. 98)              |
| 2008            | Agentki                   | Marysia (odc. 9)                           |

### Polski dubbing
| Filmy i seriale |                                      |                                  |
| Rok             | Tytuł                                | Rola                             |
| 1990            | Tajemnica zaginionej skarbonki       | Kasia                            |
| 1992–1993       | Super Baloo                          | Molly (drugi głos)               |
| 1994–1998       | Magiczny autobus                     | Wanda                            |
| 1995–1998       | Gęsia skórka                         | różne głosy, głównie dzieci      |
| 1997–2001       | Byle do przerwy                      | Ashley B                         |
| 1998            | Dawno temu w trawie                  |                                  |
| 1998            | Król lew II: Czas Simby              | Kiara                            |
| 1998            | Magiczny miecz – Legenda Camelotu    | Mała Kayley                      |
| 1998–2000       | I pies, i wydra                      | Pysia                            |
| 1999–2000       | Sabrina                              | Sabrina                          |
| 1999            | Olinek Okrąglinek                    | Zolinka (odc. 1-39)              |
| 2000–2006       | Słowami Ginger                       | Courtney                         |
| 2000            | Pokémon 2: Uwierz w swoją siłę       | Melody                           |
| 2000–2002       | Ania z Zielonego Wzgórza             |                                  |
| 2000            | Mała Syrenka 2: Powrót do morza      | Melodia                          |
| 2000            | Grinch: Świąt nie będzie             | Cindy Lou Who                    |
| 2000            | Król sokołów                         | Agata                            |
| 2001            | Zakochany kundel II: Przygody Chapsa |                                  |
| 2001            | Spirited Away: W krainie bogów       | Chihiro                          |
| 2001            | Harry Potter i Kamień Filozoficzny   |                                  |
| 2001            | Mali agenci                          | Carmen                           |
| 2001            | Panna Minoes – kocia agentka         |                                  |
| 2001            | Małe zoo Lucy                        | Lucy                             |
| 2001–2003       | Aparatka                             |                                  |
| 2002            | Piotruś Pan: Wielki powrót           | Mała Wendy                       |
| 2002            | Mali agenci 2: Wyspa marzeń          | Carmen                           |
| 2002            | Dzwonnik z Notre Dame II             |                                  |
| 2002            | Dzika rodzinka                       | Eliza                            |
| 2002–2005       | Dziewczyny, chłopaki                 | Talia                            |
| 2002–2005       | Mucha Lucha                          | Buena Dzidzia                    |
| 2002–2005       | Baśnie i bajki polskie               | Waćpanna                         |
| 2003            | Piotruś Pan                          | Wendy                            |
| 2003            | Mali agenci 3D: Trójwymiarowy odjazd | Carmen                           |
| 2003            | Jakub Jakub                          | Emma                             |
| 2004            | 7 krasnoludków – historia prawdziwa  | Królewna Śnieżka                 |
| 2004            | O kowalu i diable                    | Waćpanna                         |
| 2004            | Nascar 3D                            | Fanka #3 / Fanka #9 / Kim        |
| 2005            | Kamień życzeń – magiczne przygody    | Erica Thompson                   |
| 2005            | Awatar: Legenda Aanga                | Księżniczka Yue                  |
| 2005            | Lusia                                | Lusia                            |
| 2005            | Zathura – Kosmiczna przygoda         | Liza                             |
| 2005            | Rekin i Lava: Przygoda w 3D          | Lava                             |
| 2005            | Kurczak Mały                         |                                  |
| 2005–2008       | Eliasz                               |                                  |
| 2006            | Jan Paweł II                         |                                  |
| 2006            | Barbie z Wróżkolandii                | Chryzantema                      |
| 2006            | Wyspa dinozaura                      | Fraczek                          |
| 2006            | Skok przez płot                      | Heather, córka Spyry i Ozzie’ego |
| 2006            | Franklin i skarb jeziora             | Franklin                         |
| 2006            | Straszny dom                         | Jenny                            |
| 2006            | Azur i Asmar                         | Mała księżniczka                 |
| 2007            | Lissi na lodzie                      | Babcia                           |
| 2007            | Barbie i magia tęczy                 | Chryzantema / Mała Pixie         |
| 2007            | Arka Noego                           | Kairel                           |
| 2008            | Camp Rock                            | Tess Tyler                       |
| 2008            | Garfield: Festyn humoru              | Arlene                           |
| 2008            | Wyspa dinozaura 2                    | Pingus                           |
| 2008            | Tajemnica Rajskiego Wzgórza          | Maria                            |
| 2008–2009       | Tajemniczy Sobotowie                 | Tiacapan                         |
| 2009            | Garfield: Koty górą                  | Arlene                           |
| 2009            | Planeta 51                           |                                  |
| 2009            | Ocean przygód 3D                     | Żółw                             |
| 2009            | Aksamitny królik                     | Łabędzica, Mama                  |
| 2010            | Camp Rock 2: Wielki finał            | Tess Tyler                       |
| 2010            | Ostatni władca wiatru                | Yue                              |
| 2010            | Fuksja – mała czarodziejka           | Fuksja                           |
| 2010            | Hutch Miodowe Serce                  | Amy                              |
| 2010            | The Looney Tunes Show                | kobieta na aukcji                |
| 2011            | Benek rozrabiaka                     |                                  |
| 2013            | Leonardo                             |                                  |
| 2016            | Rodzina Treflików                    | Treflinka                        |
| 2016            | Jim Jam & Sunny. Kształty            |                                  |

| Gry komputerowe |                                                 |                               |
| Rok             | Tytuł                                           | Rola                          |
| 2003            | Julia: Podróż do przeszłości – Kolorowe lata 60 | Julia                         |
| 2006            | Neverwinter Nights 2                            | Neeshka                       |
| 2007            | Legend: Hand Of God                             | Luna                          |
| 2009            | Disciples III: Odrodzenie                       | Driada                        |
| 2009            | Scooby Doo: Pierwsze strachy                    | Anna                          |
| 2010            | Mass Effect 2                                   | inżynier Gabriella Daniels    |
| 2010            | Dragon Age: Początek – Przebudzenie             | Sorcha                        |
| 2012            | Diablo III                                      | Druciarka Rina, Nikola, Sasza |
| 2012            | Hitman: Rozgrzeszenie                           | pokojówka                     |
| 2013            | Disney infinity                                 |                               |
| 2013            | Battlefield 4                                   | Huang „Hanna” Shuyi           |
| 2015            | Disney infinity 3                               |                               |

## Teatr
| Role teatralne       |                                     |                        |                       |                  |                                        |
| Rok                  | Sztuka                              | Autor                  | Reżyser               | Rola             | Teatr                                  |
| 2014                 | Gdzie jest broda świętego Mikołaja? | „Elfosław Dobroduszny” | Radosław Dunaszewski  | Dobra Wróżka     | Teatr Otwarty w Konstancinie-Jeziornie |
| 2020                 | Najsłodszy owoc                     | Stefan Vögel           | Dariusz Taraszkiewicz | Klaudia          | Teatr Skene w Warszawie                |
| Role w teatrze TV    |                                     |                        |                       |                  |                                        |
| 1997                 | Dziady                              | Adam Mickiewicz        | Jan Englert           |                  |                                        |
| 1998                 | Porwanie Nutki                      | Lidia Bajkowska        | Lena Szurmiej         | Nutka            |                                        |
| Role w słuchowiskach |                                     |                        |                       |                  |                                        |
| 2021                 | Dobry Wilk Teodor. Bajka muzyczna   | Katarzyna Kozłowska    | Bartosz Mazur         | Nietoperz Maciuś |                                        |

## Publikacje
| Książki |                                           |              |                   |
| Rok     | Tytuł                                     | Data wydania | Wydawnictwo       |
| 2007    | Współczesny savoir-vivre dla nastolatków  | 10.09.2007   | Publicat          |
| 2008    | Nastolatki dbają o urodę                  | 19.11.2008   | Publicat          |
| 2016    | Niezbędnik dobrych manier dla nastolatków | 11.03.2016   | Publicat          |
| 2016    | Nigdy dość                                | 18.05.2016   | Edipresse Książki |